# Епархия Сора-Кассино-Аквино-Понтекорво
Епархия Сора-Кассино-Аквино-Понтекорво (лат. Dioecesis Sorana-Aquinatensis-Pontiscurvi) — епархия Римско-католической церкви с центром в городе Сора, Италия. Епархия Сора — Кассино — Аквино — Понтекорво входит в митрополию Рима.

## История
В III веке возникла епархия Соры; в V веке — епархия Аквино.
23 июня 1725 года епархия Аквино была переименована в епархию Аквино и Понтекорво.
27 июня 1818 года епархия Соры и епархия Аквино и Понтекорво были объединены в епархию Аквино, Соры и Понтекорво.
30 сентября 1986 года епархия Аквино, Соры и Понтекорво была переименована в епархию Сора-Аквино-Понтекорво.
23 октября 2014 года епархия Сора-Аквино-Понтекорво включила некоторые приходы территориального аббатства Монтекассино и получила своё нынешнее название.

## Ординарии епархии
- епископ Andrea Lucibello (29.03.1819—9.03.1836)
- епископ Giuseppe Mazzetti, O. Carm. (11.07.1836—5.02.1838)
- епископ Giuseppe Montieri (13.09.1838 — † 12.11.1862)
  - Sede Vacante (1862—1871)
- епископ Paolo de Niquesa (27.10.1871 — † 26.03.1879)
- епископ Иньяцио Персико, O.F.M. Cap. (26.03.1879—5.03.1887)
- епископ Raffaele Sirolli (14.03.1887—14.12.1899)
- епископ Luciano Bucci, O.F.M. (14.12.1899 — † 14.10.1900)
- епископ Antonio Maria Jannotta (17.12.1900 — † 5.12.1933)
- епископ Agostino Mancinelli (5.12.1933—15.04.1936), назначен архиепископом Беневенто
- епископ Michele Fontevecchia (15.06.1936—19.04.1952)
- епископ Biagio Musto (19.04.1952 — † 9.04.1971)
- епископ Carlo Minchiatti (29.05.1971—6.08.1982), назначен архиепископом Беневенто
- епископ Lorenzo Chiarinelli (21.01.1983—27.03.1993), назначен епископом Аверсы
- епископ Luca Brandolini, C.M. (2.09.1993—19.06.2009)
- епископ Филиппо Янноне, O. Carm. (19.06.2009—31.01.2012), назначен наместником епархии Рима
- епископ Gerardo Antonazzo (с 22.01.2013)